# Frontera Comalapa
Frontera Comalapa es una ciudad del estado de Chiapas, México. Es cabecera del municipio homónimo. Se localiza en los límites de la Sierra Madre de Chiapas.

## Etimología
Frontera es un adjetivo que refiere al límite que hace con la República de Guatemala y el término Comalapa proviene de la voz náhuatl: Comalapan En el agua de los comales , que deriva de las voces : Comalli, comal; Atl, agua; y -Pan, adverbio de lugar.  Pero también se considera que su nombre se debe al recuerdo de la extinta San Juan Comalapa, y está sobre el paraje Cushú, que se encontraba cerca de Tecpan, Guatemala; es decir en la frontera.

## Historia
Aparece desde el siglo XVI, atendido por doctrineros del convento dominico de Comitán. En 1665 Comalapa pertenecía al curato de Yayagüita del convento de Comitán. En 1921 era cabecera municipal. 
1670	Se ubica en la llamada provincia de los llanos, cuyos habitantes por codicia y abusos del hacendado y cacique Diego de Salazar, emigran a la zona del Soconusco. Pocos años más tarde aparece, con el nombre de San Juan Comalapa.
1774	Son un anexo del pueblo Chicomuselo ("Lugar de los siete jaguares"), dentro de la llamada provincia de Llanos.
1854	Resurge nuevamente la población que se establece sobre Cushú, como consecuencia de la dotación de tierras ejidales, que hacen factibles su permanencia en Chiapas y en México por la delimitación de la frontera.
1883	El 13 de noviembre, se divide el estado en 12 departamentos siendo este municipio parte de Comitán.
1915	Desaparecen las jefaturas políticas y se crean 59 municipios libres, estando este dentro de esta primera remunicipalización como una delegación de Motozintla.
1919	Se vuelve a despoblar por motivos de la revuelta revolucionaria.
1921	Se registra ya el establecimiento de la primera autoridad civil, siendo presidente municipal don Andrés García.
1925	Se establece la primera escuela pública federal.
1943	Se le eleva a municipio de segunda clase.
1943	El 18 de noviembre, se cambia el nombre de la localidad de El Ocotal por motivo de la construcción de la carretera Panamericana, que en México inicia en ciudad Juárez Chihuahua y termina en ciudad Cuauhtémoc, frontera Comalapa, Chiapas.
1956	Sobrevolaron el territorio aviones de guerra de la República de Guatemala, provocación que no tuvo serias consecuencias.
1959	Fue visitado por el investigador Gareth W. Lowe, como parte de los estudios que hizo en la zona.
1970 - 1979	El vaso de la hidroeléctrica Dr. Belisario Domínguez, afecta parte del territorio.
1983	Para efectos del sistema de planeación se les ubica en la región III Fronteriza.
1985	Con motivo del 175 aniversario de la Independencia y 75 de la Revolución Mexicana, durante el recorrido nacional, se reciben en la cabecera municipal los símbolos patrios.

## Personas destacadas
Profr. Héctor Eduardo Paniagua Muñoz, poeta y escritor, autor de la poesía "El mendigo ciego", "Líbrame de mí mismo", "Los caminos" y "Pinos del malé". 
Profra. Consuelo Lomelí Gómez, profesora altruista fundadora del parvulito.
Profr. Erasmo Escobedo Robledo, cronista de la ciudad.
Tomasa Barrionuevo, partera empírica 
Profr. David Bravo Muñoz, escritor, investigador, catedrático y conferencista cuyas obras literarias son “Universo Comalapa” (1998);  “Tierra de Alacranes” (1999); “Vámonos para Malpaso” (2001) y "Cuando llega el amanecer" (2004).   Carlos Gutiérrez Alfonzo (Frontera Comalapa, Chiapas, 29 de febrero de 1964), poeta y ensayista, fue becario del Centro Chiapaneco de Escritores y del Fondo Estatal para  y las Artes, de Chiapas. Poemas suyos han sido publicados en las revistas Poesía y Poética, Tierra Adentro, alforja, El poeta y su trabajo, el Periódico de poesía, en Netwriters, red mundial de escritores, Prometeo digital y Mula Blanca. Fue incluido en el Anuario de poesía mexicana 2006, coordinado por Pura López Colomé y editado por el Fondo de Cultura Económica. Ha publicado los poemarios Cirene (1994), Vitral el alba (2000), Mudanza de las sílabas (2012), Poniente (2012) y Que se halla por ventura (2015). Sus ensayos han sido publicados en libros colectivos. Coordinó los libros Representaciones en frontera (2010) y Tomar la palabra. Algunas expresiones literarias y de cultura popular en el sureste mexicano (2016). Publicó el libro de ensayos Ascenso y precisión. Tres poemas de autores chiapanecos (2016). Licenciado en antropología social, maestro en literatura mexicana y doctor en Humanidades y Artes, es investigador del Centro de Investigaciones Multidisciplinarias sobre Chiapas y la Frontera Sur (CIMSUR), de la Universidad Nacional Autónoma de México (UNAM), en la línea de investigación denominada “Estado y diversidad cultural”.
(http://alarmadascuerdasvocales.blogspot.mx/2013/09/carlos-gutierrez-alfonzo.html)
Carlos Gutiérrez Alfonzo (Frontera Comalapa, Chiapas, 29 de febrero de 1964), poeta y ensayista, fue becario del Centro Chiapaneco de Escritores y del Fondo Estatal para  y las Artes, de Chiapas. Poemas suyos han sido publicados en las revistas Poesía y Poética, Tierra Adentro, alforja, El poeta y su trabajo, el Periódico de poesía, en Netwriters, red mundial de escritores, Prometeo digital y Mula Blanca. Fue incluido en el Anuario de poesía mexicana 2006, coordinado por Pura López Colomé y editado por el Fondo de Cultura Económica. Ha publicado los poemarios Cirene (1994), Vitral el alba (2000), Mudanza de las sílabas (2012), Poniente (2012) y Que se halla por ventura (2015). Sus ensayos han sido publicados en libros colectivos. Coordinó los libros Representaciones en frontera (2010) y Tomar la palabra. Algunas expresiones literarias y de cultura popular en el sureste mexicano (2016). Publicó el libro de ensayos Ascenso y precisión. Tres poemas de autores chiapanecos (2016). Licenciado en antropología social, maestro en literatura mexicana y doctor en Humanidades y Artes, es investigador del Centro de Investigaciones Multidisciplinarias sobre Chiapas y la Frontera Sur (CIMSUR), de la Universidad Nacional Autónoma de México (UNAM), en la línea de investigación denominada “Estado y diversidad cultural”.
(http://alarmadascuerdasvocales.blogspot.mx/2013/09/carlos-gutierrez-alfonzo.html)

## Actividades
La actividad preponderante (además de la agricultura y la ganadería) es el comercio. Es un municipio que alberga no sólo gente originaria; sino también personas que llegan principalmente de Centroamérica, lo que ha creado algunos conflictos sociales pero la población en colaboración con el presidente municipal han abogado por construir la Casa Albergue "San Rafael" para migrantes. Dado la situación fronteriza de la ciudad, transitan  mercancías, las cuales se comercian al interior del país.

## Religión
La religión dominante es el cristianismo, y dentro de ello, la Iglesia católica es la que cuenta los más fieles. Pero aparece un número creciente de personas que pertenezcan a iglesias evangelistas o testigos de Jehová. Aunque actualmente la Iglesia Adventista del séptimo día está tomando auge sobre las demás creencias.

## Tradiciones
Las celebraciones más importantes son: la feria de la ciudad con motivo al Santo Niño de Atocha el 28 de febrero, que se acompaña de eventos culturales.
La Semana Santa que se caracteriza por las procesiones y las representaciones de la Pasión de Cristo así como los bailes satíricos de "los judíos" que es un grupo de jóvenes (en su mayoría) varones que bailan en las calles de la ciudad con disfraces que personifican mujeres, hombres, niños y espectros del infierno, pecadores, almas en pena que buscan ridiculizar la conducta humana, todos van guiados por el diablo y bailan al compás de una marimba.
La llegada del viajero, que implica a personas de edad avanzada de diferentes generaciones, separadas por periodos de 66 años, que cuentan la misma historia de un hombre extraño que llegaba al pueblo a platicar con personas muy específicas y luego de un periodo determinado desaparecía, regresando muchos años después a platicar con personas de la misma familia. Siendo reconocido por ancianos que lo habían visto en su juventud.

### Celebración del día de muertos
El día de muertos sin lugar a dudas es uno de los festejos que nunca se pierde en Fra. Comalapa en estos días las personas se reúnen en el panteón municipal en el cual llevan flores, comida, marimba, etc. Cada familia decide como pasar ese día al lado de su muertito. Hay personas que acostumbran quedarse a dormir junto a la tumba de su muertito, la tradición es adornar la lápida y dejarle comida para que el muertito no sienta que se le ha olvidado, pueda comer y beber ese día en que su alma se cree anda en el lugar. 

### Celebración del Santo niño de Atocha
El día 28 de febrero se lleva a cabo el cierre de la tradicional feria en Fra. Comalapa con motivo de celebrar al Santo niño de Atocha. Es común que días antes los creyentes católicos se reúnan en la iglesia para la misa, la semana correspondiente antes del 28 vienen algunos artistas famosos y se cierra la  noche del 28 de febrero con la coronación de la reina del lugar y la quema de los castillos.

### Semana Santa
La Semana Santa  se caracteriza por las procesiones y las representaciones de la Pasión de Cristo así como los bailes satíricos de "los judíos" que es un grupo de jóvenes (en su mayoría) varones que bailan en las calles de la ciudad con disfraces que personifican mujeres, hombres, niños y espectros del infierno, pecadores, almas en pena que buscan ridiculizar la conducta humana, todos van guiados por el diablo y bailan al compás de una marimba.

### La leyenda del viajero
Implica a personas de edad avanzada de diferentes generaciones, que cuentan la misma historia de como un indigente apareció en las calles de Comalapa hablando solo y dibujando símbolos en papeles y las paredes. 
Incluso llegaron a observar que traía consigo aparatos muy raros y hablaba en otros idiomas extraños.
Éste hombre fue reconocido por personas de diferentes generaciones (desde 1600) que decían que lo habían visto en su juventud hablando con personas de la misma familia. Hasta hace unos 30 años el último personaje relacionado con éste viajero es un indigente llamado "Raúl" que murió por causas naturales.

## Turismo
Los principales atractivos turísticos son: Los paisajes a lo largo de los ríos, principalmente el Río Grande o Grijalva donde se encuentra "el azufre" (una vertiente de agua azufrada a la orilla del río), que da un toque mágico a la naturaleza del lugar. Predominan balnearios.

## Datos
Frontera Comalapa es una ciudad que emerge de una combinación de culturas, su desarrollo ha sido paulatino pero constante, con gran apertura al comercio y a la inmigración centroamericana. Es una ciudad que demanda servicios de salud adecuados para el crecimiento poblacional ya que no cuenta con hospitales de segundo o tercer nivel, solo centros de atención primaria. Existen universidades públicas como el Instituto tecnológico de Frontera Comalapa (ITFC), escuelas privadas (iesfrosur). La ciudad carece de teatros, museos, sala de conciertos. Cuenta con una casa de la cultura, donde se imparte clases de guitarra, marimba, danza, dibujo y pintura. Aunque en la comunidad existe una tienda departamental Coppel, entre otras cadenas de origen nacional como: Elektra, Milano, Telas Parisina entre otras.